# Lake Alpine (Californië)
Lake Alpine is een gehucht in de Amerikaanse staat Californië. Het ligt 2252 meter boven het zeeniveau aan de State Route 4 in Alpine County. Het gehucht bevindt zich langs de noordelijke oevers van het gelijknamige meer en ligt zo'n 4 kilometer ten noordoosten van Bear Valley. Van 1927 tot 1972 had Lake Alpine een eigen postkantoor. Het gehucht bestaat voornamelijk uit toeristische accommodatie zoals kampeerterreinen.